# Короткоцепочечные жирные кислоты
Короткоцепо́чечные жи́рные кисло́ты (англ. Short-chain fatty acids) — жирные кислоты с алифатическим хвостом короче шести атомов углерода.

## Список
| Lipid number | Наименование            | Наименование              | Наименование соли/эфира | Наименование соли/эфира | Формула      | Формула         | Масса (г/моль) | Диаграмма |
| Lipid number | Общее                   | Систематическое           | Общее                   | Систематическое         | Молекулярная | Структурная     | Масса (г/моль) | Диаграмма |
| ------------ | ----------------------- | ------------------------- | ----------------------- | ----------------------- | ------------ | --------------- | -------------- | --------- |
|              | Муравьиная кислота      | Метановая кислота         | Формиат                 | Метаноат                | CH2O2        | HCOOH           | 46.03          |           |
| C2:0         | Уксусная кислота        | Этановая кислота          | Ацетат                  | Этаноат                 | C2H4O2       | CH3COOH         | 60.05          |           |
| C3:0         | Пропионовая кислота     | Пропановая кислота        | Пропионат               | Пропаноат               | C3H6O2       | CH3CH2COOH      | 74.08          |           |
| C4:0         | Масляная кислота        | Бутановая кислота         | Бутират                 | Бутаноат                | C4H8O2       | CH3(CH2)2COOH   | 88.11          |           |
|              | Изомасляная кислота     | 2-Метилпропановая кислота | Изобутират              | 2-Метилпропаноат        | C4H8O2       | (CH3)2CHCOOH    | 88.11          |           |
| C5:0         | Валериановая кислота    | Пентановая кислота        | Валерат                 | Пентаноат               | C5H10O2      | CH3(CH2)3COOH   | 102.13         |           |
|              | Изовалериановая кислота | 3-Метилбутановая кислота  | Изовалерат              | 3-Метилбутаноат         | C5H10O2      | (CH3)2CHCH2COOH | 102.13         |           |

## В организме
Короткоцепочечные жирные кислоты производятся в толстом кишечнике при ферментации пищевых волокон. Эти кислоты, вместе со среднецепочечными жирными кислотами, абсорбируются воротной веной в процессе пищеварения.

## В медицине
Масляная кислота особенно важна для здоровья толстого кишечника, поскольку она является основным источником энергии для клеток кишечника, а также оказывает противораковое и противовоспалительное действие, что важно для здоровья кишечника. Масляная кислота ингибирует рост и пролиферацию раковых клеток in vitro, индуцирует дифференцировку опухолевых клеток и индуцирует апоптоз опухолевых клеток колоректального рака. Кроме того, масляная кислота ингибирует ангиогенез благодаря инактивации фактора транскрипции Sp1 и отрицательной регуляции экспрессии VEGF.